# Kelvin Felix

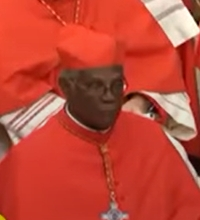
Kardinal Felix beim Konsistorium 2016

Kardinalswappen

Kelvin Kardinal Felix (* 15. Februar 1933 in Roseau, Dominica; † 30. Mai 2024 in Castries, St. Lucia) war ein lucianischer Geistlicher und römisch-katholischer Erzbischof von Castries.

## Leben
Kelvin Felix verließ 1950 seine heimatliche Insel, um am Priesterseminar St. Augustine in Tunapuna Philosophie und Theologie zu studieren. Am 8. April 1956 empfing er die Priesterweihe, er war der erste katholische Priester, der je in Dominica geweiht wurde. Von 1956 bis 1962 übte Felix in seinem Heimatland pastorale Dienste aus, ehe er zu Studienzwecken in die USA und Großbritannien ging.
Papst Johannes Paul II. ernannte ihn am 17. Juli 1981 zum Erzbischof von Castries. Der Apostolische Pro-Nuntius für die Bahamas, Barbados, Jamaika sowie Trinidad und Tobago, Erzbischof Paul Fouad Naïm Tabet, spendete ihm am 5. Oktober desselben Jahres die Bischofsweihe; Mitkonsekratoren waren Gordon Anthony Pantin CSSp, Erzbischof von Port of Spain, und Samuel Emmanuel Carter SJ, Erzbischof von Kingston in Jamaika.
1986 erhielt er die Ehrendoktorwürde der St. Francis Xavier University in Nova Scotia. 1992 wurde er zum Officer des Order of the British Empire ernannt. Von 1991 bis 1997 war Felix Präsident der Bischofskonferenz der Antillen.
Am 15. Februar 2008 nahm Papst Benedikt XVI. sein altersbedingtes Rücktrittsgesuch an. Im feierlichen Konsistorium vom 22. Februar 2014 nahm ihn Papst Franziskus als Kardinalpriester mit der Titelkirche Santa Maria della Salute a Primavalle in das Kardinalskollegium auf. Felix war somit der erste je kreierte Kardinal aus St. Lucia.
Nachdem er im Januar 2023 wegen einer Covid-19-Erkrankung stationär behandelt werden musste, verstarb er im Mai 2024, laut Medienberichten „nach einer längeren Krankheit“.